# Microlitro
Un microlitro es una unidad de volumen equivalente a la millonésima parte de un litro, representada por el símbolo μl o μL. Es una medida de volumen utilizada en análisis de laboratorio y experimentos científicos, por ejemplo en el aislamiento del ADN o en la purificación de sustancias químicas.
También equivale a 1 milímetro cúbico.
1 μL = 10–6 L = 1 mm³

### Equivalencias
- 1 μL = 1000 nanolitros (nL)
- 1 μL = 0,001 mililitros (mL)
- 1 μL = 0,0001 centilitros (cL)
- 1 μL = 0,00001 decilitros (dL)
- 1 μL = 0,000001 litros (L)